# Phakphok
Phakpok is een dorpscommissie (Engels: village development committee, afgekort VDC; Nepalees: panchayat) in het oosten van Nepal, gelegen in het district Ilam in de Mechi-zone. Ten tijde van de volkstelling van 2001 had het een inwoneraantal van 5288 personen, verspreid over 906 huishoudens; in 2011 waren er 5047 inwoners, verspreid over 1033 huishoudens.